# Sentient
Sentient er evnen til at opleve følelser og fornemmelser. Det indebærer ikke nødvendigvis højere kognitive funktioner såsom bevidsthed, ræsonnement eller komplekse tankeprocesser. Sentient er et vigtigt begreb inden for etik, da evnen til at opleve lykke eller lidelse ofte danner grundlag for at afgøre, hvilke entiteter der fortjener moralsk overvejelse, især i utilitarisme.
I asiatiske religioner er ordet "sansning" blevet brugt til at oversætte en række forskellige begreber. I science fiction bliver ordet "sentient" nogle gange brugt i flæng med "visdom", "selvbevidsthed" eller "bevidsthed". Nogle forfattere skelner mellem den blotte evne til at opfatte fornemmelser, såsom lys eller smerte, og evnen til at opfatte følelser, såsom frygt eller sorg. Den subjektive bevidsthed om oplevelser af et bevidst individ er kendt som qualia i vestlig filosofi.

## Yderligere læsning
- Sugunasiri, Suwanda H.J., The Whole Body, not Heart, as 'Seat of Consciousness': the Buddha's View', Philosophy East & West, vol. 45, no. 3, pp. 409–430). Prof. Sugunasiri is Founder of Nalanda College of Buddhist Studies, Toronto, Canada
- Jeremy Bentham - Introduction to the Principles of Morals and Legislation
- Book about A Theory of Sentience Readership: Philosophers, psychologists, and neuroscientists interested in sensation and perception. Authors, Austen Clark, Professor of Philosophy, University of Connecticut, Storrs
- D. Cole: Sense and Sentience SENSE5 8/18/90; rev. 1-19-98. (original 1983) copyright David Cole University of Minnesota, Duluth
- Science, policy and cultural implications of animal sentience, Suggested Reading, Compassion in World Farming
- "'Bees are sentient': inside the stunning brains of nature's hardest workers". Annette McGivney, The Guardian, April 2, 2023
- Knight, Sam, "Hive Mind: Is beekeeping wrong?", The New Yorker, 28 August 2023, pp. 26–30, 32. "Last year, the U.K. passed legislation that recognized animals as sentient beings, capable of feeling pain and joy. So far, the bill dignifies vertebrates, decapod crustaceans... and cephalopods... but not a single conscious bee." (p. 29.)